# Retalia nigrescens
Retalia nigrescens är en stekelart som beskrevs av Kusigemati 1985. Retalia nigrescens ingår i släktet Retalia och familjen brokparasitsteklar. Inga underarter finns listade i Catalogue of Life.